# Ike ! Inachū takkyū-bu
Ike ! Inachū takkyū-bu (行け!稲中卓球部, litt. « Allez ! Le club de ping-pong d'Inachū »), ou Ping-Pong Club en anglais, est un manga de Minoru Furuya mettant en scène une bande de collégiens appartenant à un club de ping-pong. Il a été adapté en anime en 1995 sous le même titre.
Le manga a été récompensé par le Prix du manga Kōdansha dans la catégorie générale (seinen) en 1996.

## Résumé
L'histoire suit les aventures d'un club de ping-pong un peu particulier : les joueurs sont en effet plus portés « sur la culotte » et les blagues obscènes que sur le jeu. L'arrivée d'Iwashita, nouveau responsable du club, permet de changer les choses, ce dernier parvenant tant bien que mal à intéresser ses joueurs indisciplinés au ping-pong. Une mission difficile tant les tentations du monde extérieur sont grandes pour nos protagonistes.

## Le manga
Ike ! Inachū takkyū-bu, premier manga de Minoru Furuya, est publié entre 1993 et 1996 dans le Young Magazine (hebdomadaire destiné aux jeunes adultes), où il rencontre un franc succès. Le manga est principalement caractérisé par son humour plutôt réservé à un public averti : les protagonistes sont tous de véritables pervers et le comique repose en partie sur les allusions obscènes. Néanmoins, on peut voir en filigrane une critique plus profonde sur l'insignifiance de la vie qui est guidée par les instincts les plus primaires, donnant finalement un sentiment d'incompatibilité avec la société moderne. Ce style narratif qui consiste à faire percer une forte critique sociale à travers cet humour particulier sera récurrent chez Minoru Furuya.
On peut noter que l'histoire recèle d'un grand nombre de références et clins d'œil divers, notamment à Ashita no Joe, Lupin III ou encore le héros traditionnel Momotarō.

## L'anime
Les informations données dans cette section proviennent de l'IMDb et d'Anime News Network.
Fort du succès du manga, ce dernier fut adapté en anime en 1995, au format de 26 histoires de 25 minutes environ, même si chaque épisode se compose en fait de deux histoires bien distinctes, ce qui explique pourquoi 52 titres d'épisodes sont communément donnés.

### Équipe de réalisation
- Réalisateur : Masami Hata
- Scénaristes : Kenji Tarada, Sukehiro Tomita, Tsunehisa Ito, Yoshihiro Sasa
- Conception des personnages : Minoru Tanaka
- Directeur de l'animation : Minoru Tanaka
- Directeur de la photographie : Hidetoshi Watanabe
- Producteurs : Norio Yamakawa, Tetsuo Gensho, Tsunemasa Hatano
- Studios : Kitty Films, TBS, Trans Arts Co.

### Voix japonaises
- Kōsuke Okano : Maeno
- Takumi Yamazaki : Hiromi Izawa
- Tsutomu Takayama : Takeda
- Susumu Kaseta : Yūsuke Kinoshita
- Yasuhiro Takato : Tanaka
- Masato Amada : Mitchell Gorō Tanabe
- Sakura Uehara : Kyōko Iwashita
- Nanami Kurosaki : Kamiya, Chiyoko
- Yūichi Nagashima : M. Shibazaki, Kayama

### Titres des épisodes
| No | Titre français                               | Titre japonais                                         | Titre japonais | Date de 1re diffusion |
| No | Titre français                               | Kanji                                                  | Rōmaji         | Date de 1re diffusion |
| -- | -------------------------------------------- | ------------------------------------------------------ | -------------- | --------------------- |
| 1  | Les Six Collégiens                           | その1 校舎の六人                                       | –              | 6 avril 1995          |
| 2  | Le Plan démoniaque du professeur cinglé      | その2 地上げ教師の陰謀                                 | –              | 6 avril 1995          |
| 3  | Les Quatre Salopards                         | その3 不完全燃焼男                                     | –              | 13 avril 1995         |
| 4  | La Vengeance des vers de terre               | その4 虫けらの逆襲                                     | –              | 13 avril 1995         |
| 5  | Le Microbe Maeno                             | その5 ダンゴ虫のように                                 | –              | 20 avril 1995         |
| 6  | Une Offre séduisante                         | その6 ツンツン娘                                       | –              | 20 avril 1995         |
| 7  | L'Achat                                      | その7 買い物ブギ                                       | –              | 27 avril 1995         |
| 8  | Été torride                                  | その8 夏い暑                                           | –              | 27 avril 1995         |
| 9  | Le Voyage d'entraînement                     | その9 おサルな合宿                                     | –              | 4 mai 1995            |
| 10 | La Malédiction de Takeda                     | その10 呪われたかもしれない竹田                        | –              | 4 mai 1995            |
| 11 | Soixante Ans de pratique de ping-pong        | その11 卓球歴六十年の技                                | –              | 11 mai 1995           |
| 12 | La Rage de vaincre                           | その12 それぞれのヤル気                                | –              | 11 mai 1995           |
| 13 | Inachu contre Kishichu                       | その13 稲中VS岸中                                      | –              | 18 mai 1995           |
| 14 | Qu'est-il arrivé au permis de baiser?        | その14 フリーセックス券の行方                          | –              | 18 mai 1995           |
| 15 | Amour et comédie (partie 1)                  | その15 ラブコメ死ね死ね団 登場 (前 編)                 | –              | 25 mai 1995           |
| 16 | Amour et comédie (partie 2)                  | その15 ラブコメ死ね死ね団 登場 (後 編)                 | –              | 25 mai 1995           |
| 17 | Premier Amour                                | その16 うばわれた初恋                                  | –              | 1er juin 1995         |
| 18 | La Communauté des gros nazes                 | その17 ダメ人間共同体                                  | –              | 1er juin 1995         |
| 19 | Les poupées à habiller                       | その18 着せかえ人形                                    | –              | 8 juin 1995           |
| 20 | Super Tanabe                                 | その19 超人TANABE                                      | –              | 8 juin 1995           |
| 21 | Toucher le gros lot ! (partie 1)             | その20 一攫千金男 (前 編)                              | –              | 15 juin 1995          |
| 22 | Toucher le gros lot ! (partie 2)             | その20 一攫千金男 (後 編)                              | –              | 15 juin 1995          |
| 23 | Le Plan de Shibazaki                         | その21 柴ちゃんの 部員更生計画                         | –              | 22 juin 1995          |
| 24 | Entraînement de survie                       | その22 サバイバル                                      | –              | 22 juin 1995          |
| 25 | Amitié                                       | その23 友情                                            | –              | 29 juin 1995          |
| 26 | Mon Petit Tsutomu                            | その24 ぼくの好きなつとむ君                            | –              | 29 juin 1995          |
| 27 | Lièvre du samedi                             | その25 土曜のウサギ                                    | –              | 6 juillet 1995        |
| 28 | La Mauviette                                 | その26 腰抜け男                                        | –              | 6 juillet 1995        |
| 29 | E-X-C-L-U                                    | その27 おみそ                                          | –              | 13 juillet 1995       |
| 30 | Petit                                        | その28 チビ                                            | –              | 13 juillet 1995       |
| 31 | Docteur Maeno (partie 1)                     | その29 ドクター前野 「オレがやらずに誰がやる」 (前 編) | –              | 20 juillet 1995       |
| 32 | Docteur Maeno (partie 2)                     | その29 ドクター前野 「オレがやらずに誰がやる」 (後 編) | –              | 20 juillet 1995       |
| 33 | Maeno trouve le bonheur                      | その30 前野、幸せをつかむ                              | –              | 27 juillet 1995       |
| 34 | Maeno retourne sa veste                      | その31 前野、ひと皮むける                              | –              | 27 juillet 1995       |
| 35 | Où est ma partenaire ? (partie 1)            | その32 相方はどこだ? (前 編)                           | –              | 3 août 1995           |
| 36 | Où est ma partenaire ? (partie 2)            | その32 相方はどこだ? (後 編)                           | –              | 3 août 1995           |
| 37 | Le Frère et la Sœur malchanceux              | その33 不幸な兄妹                                      | –              | 10 août 1995          |
| 38 | Est-ce que je peux l'avoir ? S'il te plaît ! | その34 それ、ください                                  | –              | 10 août 1995          |
| 39 | Une Rivière                                  | その35 川                                              | –              | 17 août 1995          |
| 40 | Changement                                   | その36 引退                                            | –              | 17 août 1995          |
| 41 | Le Roi du prêt                               | その37 借金王                                          | –              | 24 août 1995          |
| 42 | Les Pervers surexcités                       | その38 炎のレイパー                                    | –              | 24 août 1995          |
| 43 | L'Invasion                                   | その39 侵略                                            | –              | 31 août 1995          |
| 44 | Dans le grand ciel bleu                      | その40 大空に向かって                                  | –              | 31 août 1995          |
| 45 | J'ai des couilles                            | その41 根性あります                                    | –              | 7 septembre 1995      |
| 46 | Une Photo dramatique !                       | その42 激写!                                           | –              | 7 septembre 1995      |
| 47 | Faux Pochetron                               | その43 にせドランカー                                  | –              | 14 septembre 1995     |
| 48 | Takeda lui caresse les seins                 | その44 竹田、おっぱいをもむ                            | –              | 14 septembre 1995     |
| 49 | On recrute ! (partie 1)                      | その45 急募 (前 編)                                    | –              | 21 septembre 1995     |
| 50 | On recrute ! (partie 2)                      | その45 急募 (後 編)                                    | –              | 21 septembre 1995     |
| 51 | Le Principal Dandy                           | その46 ダンディ校長                                    | –              | 28 septembre 1995     |
| 52 | Les Égarés                                   | その47 流れ者                                          | –              | 28 septembre 1995     |

Note : la série n'étant jamais sortie en français, la traduction française des titres est officieuse.